# سيارة تنفيذية
سيارة تنفيذية (بالإنجليزية: Executive car)‏ هي تسمية بريطانية لصنف من السيارات أوسع من السيارات العائلية المتوسطة، وهو مصطلح يستخدمه البرنامج الأوروبي لتقييم السيارات الجديدة (Euro NCAP).

## أمثلة عن السيارات التنفيذية

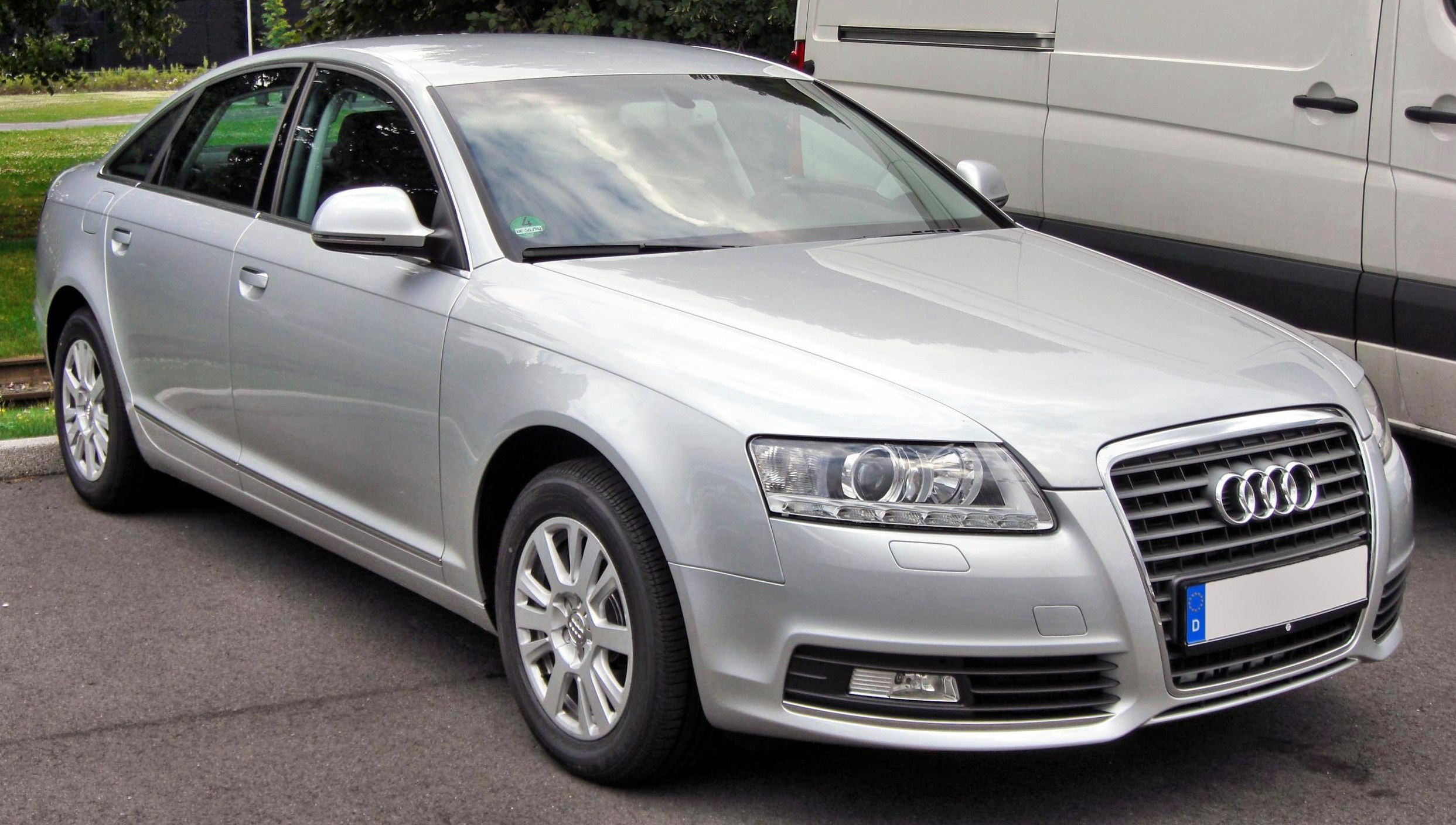
أودي إيه 6
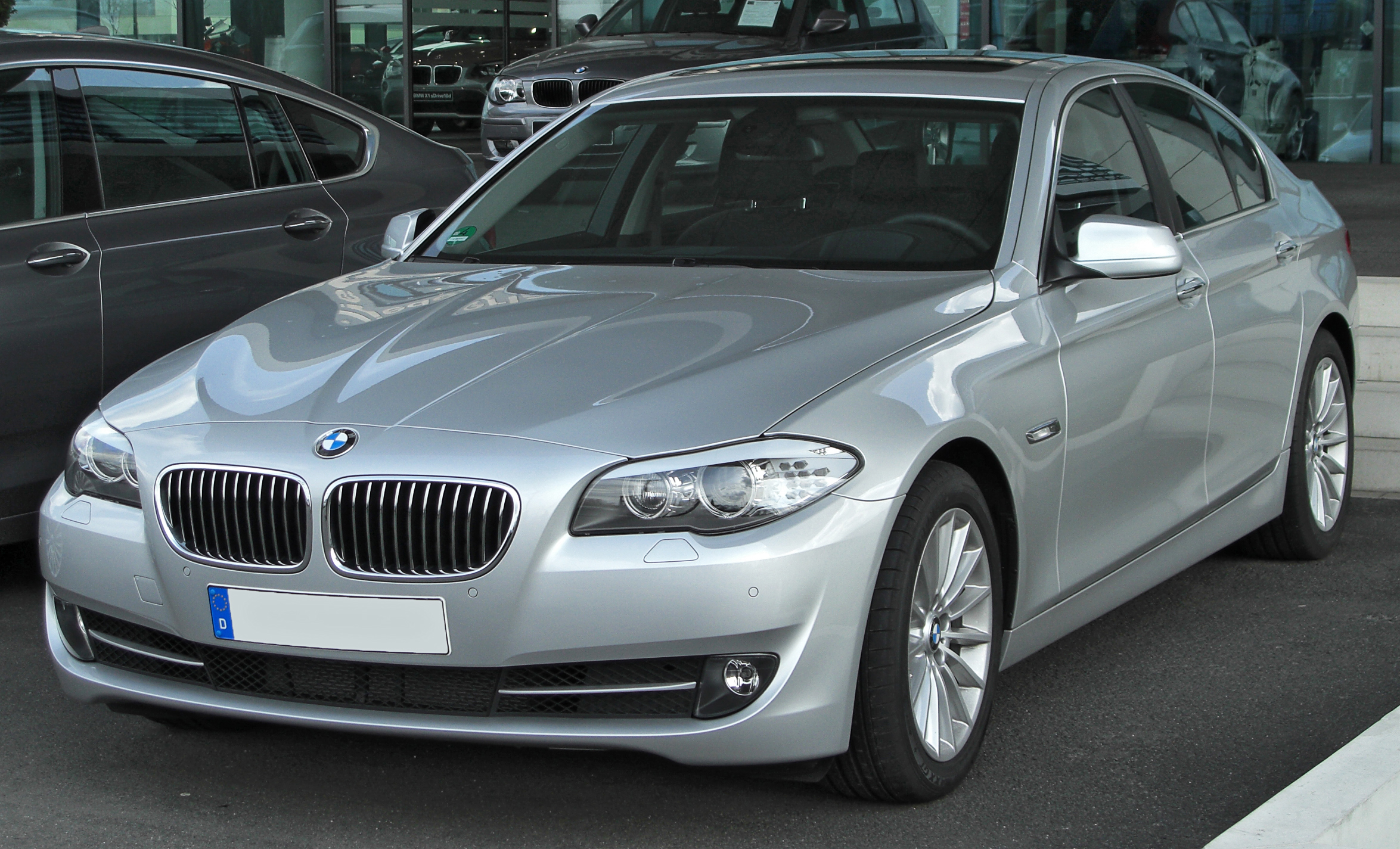
بي إم دبليو الفئة الخامسة
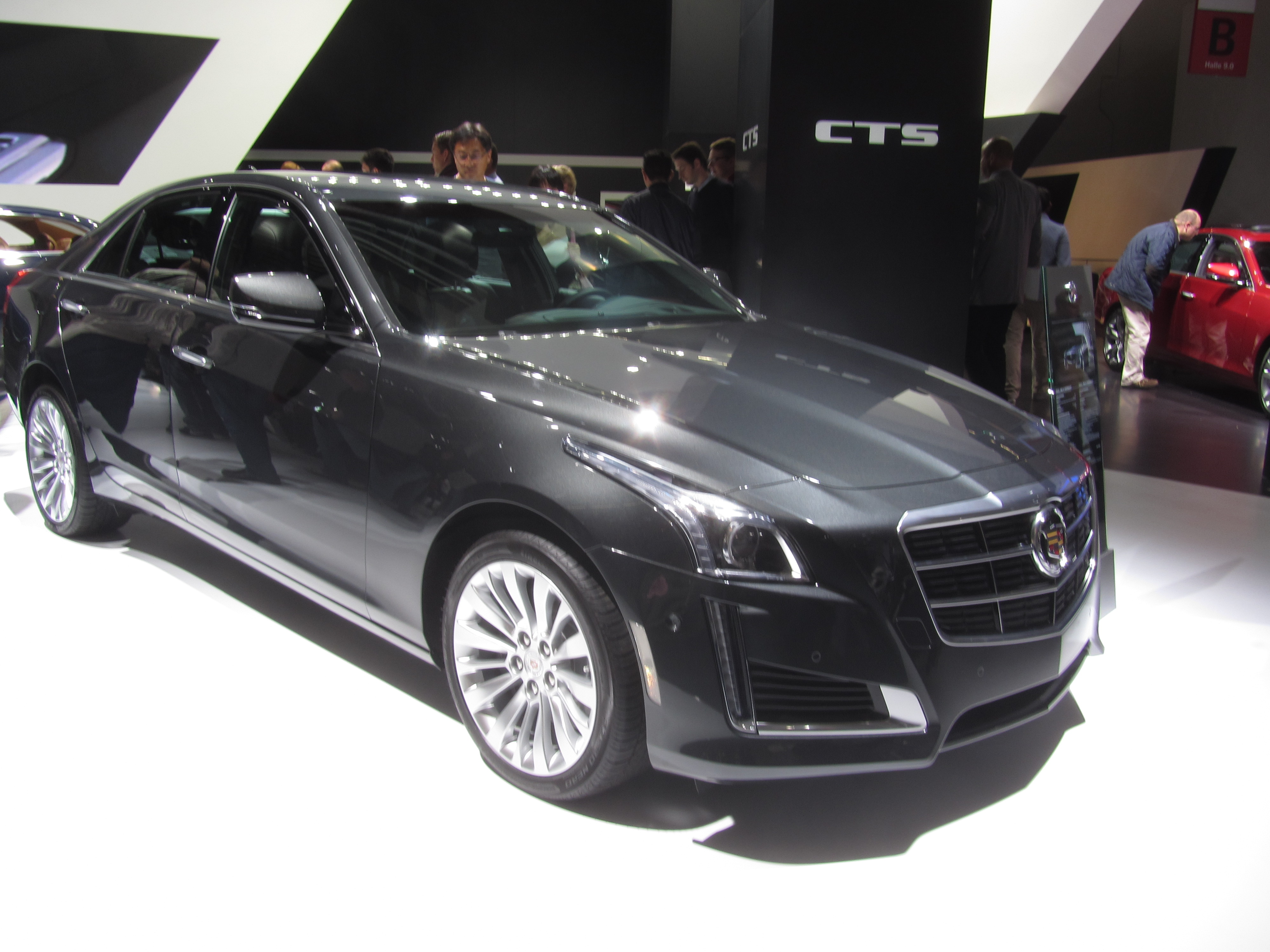
كاديلاك سي تي إس
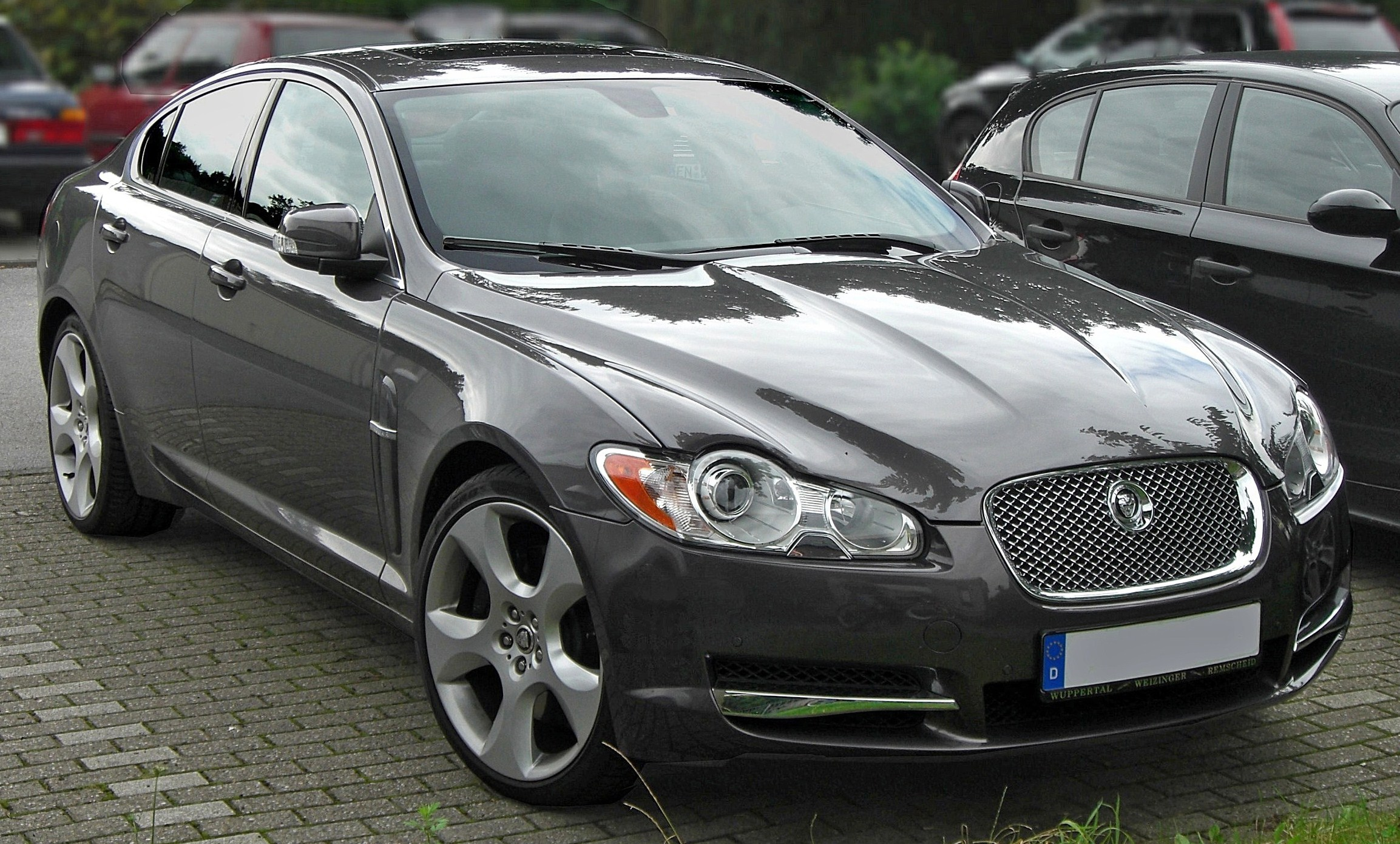
جاغوار إكس إف